# V・I・レーニン中央博物館
V・I・レーニン中央博物館（V・I・レーニンちゅうおうはくぶつかん、ロシア語: Центральный музей В. И. Ленина）は、1924年から1993年までモスクワに存在した、ソビエト連邦指導者ウラジーミル・レーニンに関する博物館。

## 沿革
1924年5月に開かれたボリシェヴィキ第13回大会中の決議によって創設され、同月31日、党中央委員会附属レーニン研究所傘下の部署としてボリシャヤ・ドミトロフカ通り24番地に開館した。レーニンの妻ナデジダ・クルプスカヤが多額の創設資金を負担し、開館当初の展示は歴史ゾーンと記念ゾーンの2つに分かれていた。1930年までに展示室は12部屋に増設され、翌1931年に博物館はボリショイ・ズナメンスキー小路 (ru) 8番地に移転された。
1935年に党中央委とソビエト連邦人民委員会議は、党中央委附属マルクス・エンゲルス・レーニン研究所から独立した機関として「V・I・レーニン中央博物館」の創設を決定。党中央委附属出版社社長ナウム・ラビチェフを館長として、翌1936年5月15日、革命広場 (en) の旧モスクワ市議会ホールに博物館は新装開館した。1937年にレニングラード支部（1974年に十月革命勲章受章）、1938年にトビリシ支部 (en)、キエフ支部 (uk)とコスチノ (ru) 支部、1941年にウリヤノフスク支部 (ru)、1948年に追悼列車支部、1950年にリヴォフ支部、1955年にバクー支部 (en)、1970年にタシュケント支部、1982年にウファ支部 (ru)、1984年にフルンゼ支部 (ky)、1987年にクイブィシェフ支部 (ru)、クラスノヤルスク支部とカザン支部 (ru) が開設され、1988年にはチェボクサルィ支部が開設された。また、シュシェンスコエ博物保護区 (ru) もその傘下に置き、同じくレニングラード支部の傘下にはレーニン通り、ラズリフ (ru, ru, ru)、スモリヌィー大通り (ru)、第10ソビエツカヤ通り (ru)、セルドボリスカヤ通り、ヘルソンスカヤ通り (ru)、カルポフカ川沿い、イリイチ小路 (ru)、イリイチョヴォ (ru)、ヴィボルグに子支部があった。
1924年から1973年にかけて102か国から4000万人を超す人々が来館し、1974年にはレーニン勲章も授与されている。
1993年にレーニン中央博物館は国立歴史博物館の支部へと改組され、さらに同年10月にはロシア大統領ボリス・エリツィンがレーニン中央博物館の閉鎖命令を発した。ウラジーミル・メリニチェンコ館長の強い抵抗にもかかわらず翌11月12日にレーニン中央博物館は閉鎖されたが、その展示物は国立歴史博物館の本館や各支部で定期的に公開されている。また、レーニン博物館の館長職はその後も国立歴史博物館の内部に置かれ続けた。
跡地の旧モスクワ市議会ホールは2005年から改装されていたが、2012年に1812年祖国戦争博物館 (ru) として新装開館した。

## 展示内容
1934年の時点で展示品数は約9000を数えたが、この時までの博物館は小規模なものに過ぎなかった。だが、新装開館後の博物館は拡大を重ね、やがてソ連最大の政治宣伝機関となっていった。1973年までに展示品数は約40万点、展示室数は34部屋を数え、党活動家や軍人、ピオネール、コムソモール員のために講義や読書会も行われ、国外からの来館者に対しては外国語での講義も行われた。
展示文書には、ライプツィヒで発行された『イスクラ』第1号の印刷レイアウトや、レーニンが起草、署名した最初の人民委員会議令が含まれ、レニニアーナには世界80か国から集められた切手・葉書・勲章類・そして6000点を超えるポスターもあった。それらの中にはセルゲイ・メルクーロフが葬儀場で作成したレーニンのデスマスクも含まれる。その他の展示品にはドキュメンタリー映画、1871年にパリ・コミューンで掲げられたものやレーニンの死に際して孫文が贈ったもの、そしてレーニンの墓に手向けられたものなど旗のコレクションの数々、そしてスターリン批判の中で破棄を免れたヨシフ・スターリンに関する品々があった。